# Wasilij Andrianow (polityk)
Wasilij Michajłowicz Andrianow (ros. Васи́лий Миха́йлович Андриа́нов, ur. 8 marca?/21 marca 1902 we wsi Piesocznia w guberni kałuskiej, zm. 3 października 1978 w Moskwie) – radziecki polityk, członek Prezydium KC KPZR (1952–1953), zastępca ministra kontroli państwowej ZSRR (1953–1956).

## Życiorys
Początkowo pracował jako krawiec, robotnik rolny i kolejarz, 1924-1925 służył w Armii Czerwonej, 1925-1928 pełnomocnik gazety „Brianskij raboczij” i członek komisji rewizyjnej gubernialnego związku rolniczego w Briańsku. 1926 wstąpił do WKP(b), 1930 ukończył fakultet robotniczy przy Uniwersytecie im. Karla Liebknechta w Moskwie, a 1934-1937 studiował na wydziale mechaniki i matematyki Moskiewskiego Uniwersytetu Państwowego im. Łomonosowa. 1931 zastępca kierownika wydziału organizacyjnego Komitetu Rejonowego WKP(b) w Moskwie, 1931-1932 zastępca sekretarza tego komitetu. Od stycznia 1932 do listopada 1934 instruktor Komitetu Miejskiego WKP(b) w Moskwie, od listopada 1937 do maja 1938 I sekretarz Komitetu Miejskiego WKP(b) w Kowrowie, 1938 instruktor Wydziału Zarządzania Organami Partyjnymi KC WKP(b), od maja do lipca 1938 p.o. II sekretarza, a od sierpnia do listopada 1938 II sekretarz Komitetu Obwodowego WKP(b) w Stalingradzie (obecnie Wołgograd). W listopadzie-grudniu 1938 zastępca kierownika Wydziału Zarządzania Organami Partyjnymi KC WKP(b), od 10 stycznia 1939 do 26 marca 1946 I sekretarz Komitetu Obwodowego WKP(b) w Swierdłowsku (obecnie Jekaterynburg), od 21 marca 1939 do 14 lutego 1956 członek KC WKP(b)/KPZR, od 18 marca 1946 do 5 października 1952 członek Biura Organizacyjnego KC WKP(b), równocześnie od 2 sierpnia 1946 do 10 lipca 1948 zastępca kierownika Zarządu Weryfikacji Partyjnych Organów przy KC WKP(b) i od października 1946 do lutego 1949 zastępca przewodniczącego Rady ds. Kołchozów przy Radzie Ministrów ZSRR. Od 22 lutego 1949 do 25 listopada 1953 I sekretarz Komitetu Obwodowego WKP(b)/KPZR w Leningradzie. Od 16 października 1952 do 5 marca 1953 członek Prezydium KC KPZR, od grudnia 1953 do sierpnia 1956 zastępca ministra kontroli państwowej ZSRR. Deputowany do Rady Najwyższej ZSRR od 1 do 3 kadencji, członek Prezydium Rady Najwyższej ZSRR (1949-1954), deputowany do Rady Najwyższej Rosyjskiej FSRR. Pochowany na Cmentarzu Nowodziewiczym.

## Odznaczenia
- Order Lenina (czterokrotnie - 1942, 1943, 1944 i 1945)
- Order Wojny Ojczyźnianej I klasy (1945)
- Medal 100-lecia urodzin Lenina
- Medal „Za ofiarną pracę w Wielkiej Wojnie Ojczyźnianej 1941–1945”
- Medal 30-lecia Zwycięstwa w Wielkiej Wojnie Ojczyźnianej 1941–1945